# معركة يوركتاون

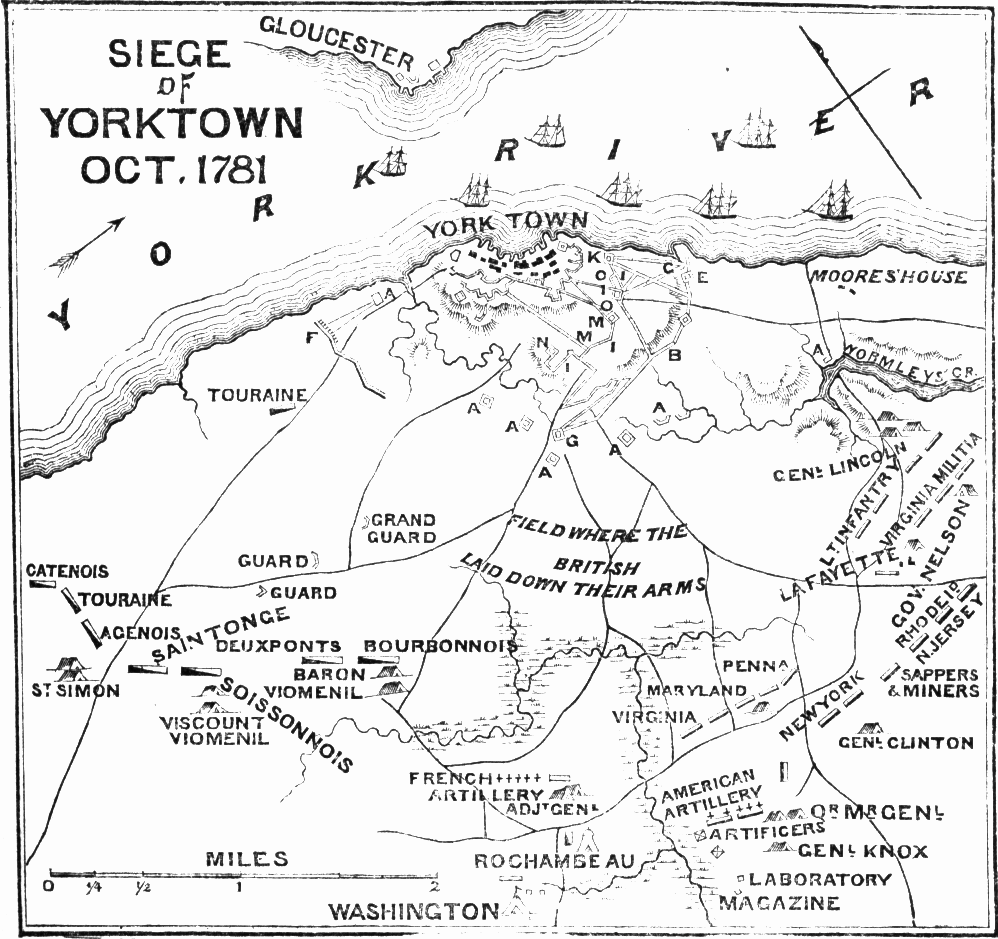
مخطط معركة يوركتاون

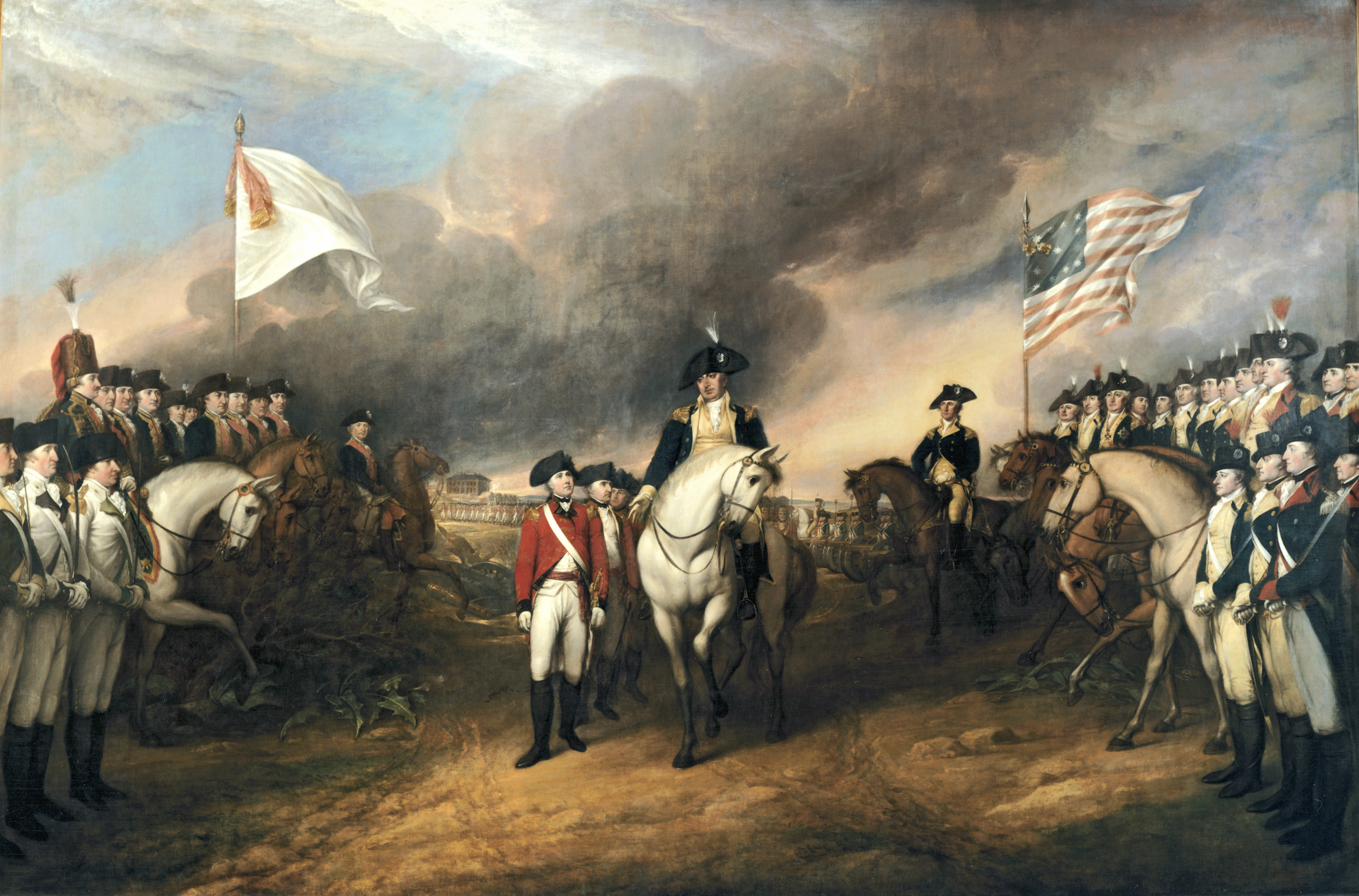
استسلام كورن واليس

معركة يوركتاون أو حصار يوركتاون عام 1781م كانت إحدى المعارك الحاسمة في حرب الاستقلال الأمريكية حيث حاصرت القوات الأمريكية الجيش الإنكليزي بقيادة الجنرال تشارلز كورن واليس في يوركتاون. وانضمت إليها الإمدادات الفرنسية البرية والبحرية التي وصلت لمساعدة الأمريكيين ضد الإنكليز، فأحكموا الحصار مما اضطر (كورنولس) للتسليم. وكانت كارثة كبيرة على الإنكليز حيث اضطرت الحكومة البريطانية إثر هذه المعركة بقبول المفاوضة مع الولايات والاعتراف بها.

## مقدمة

### التعاون الفرنسي الأمريكي
أبحر بينيديكت أرنولد في 20 ديسمبر من عام 1780 من نيويورك مع 1500 جندي بريطاني إلى بورتسموث، فرجينيا. هاجم لأول مرة ريتشموند وهزم ميليشيا الدفاع منذ 5 وحتى 7 يناير قبل أن يعود إلى بورتسموث. شجع كل من واشنطن والكوميت دي روتشامبس الأدميرال دي توشيه الذي وصل إلى نيويورك، رود آيلاند في يوليو من عام 1780 مع أسطول ينقل 5500 جندي، أن ينقل أسطوله جنوبًا، وأن يبدأ هجومًا بحريًا مشتركًا على قوات آرنولد. أُرسل الماركيز دي لافاييت إلى الجنوب مع 120 رجل لمساعدته في الاعتداء. مع ذلك، تردد دي توشيه في إرسال عدد من السفن، ليرسل بعد ذلك ثلاثة سفن فقط في فبراير. بعد أن أثبتت هذه السفن عدم كفاءتها، قاد قوة أكبر تبلغ 8 سفن في مارس من عام 1781، وحارب في معركة غير حاسمة من الناحية التكتيكية، أسطول ماريوت أرنبوثنوت البريطاني عند منبع خليج تشيزبيك. انسحب دي توشيه بسب الأضرار التي لحقت بأسطوله تاركًا وراءه أرنبوثنوت والأسطول البريطاني اللذين فرضا سيطرتهما على منبع الخليج.
انضم آرنولد في 26 مارس إلى 2300 جندي تحت قيادة الجنرال الأكبر ويليام فيليبس الذي تولى قيادة القوات المشتركة. استأنف فيليبس الغارة وهزم الميليشيا في بلاندفور، ثم أقدم على إحراق مستودعات التبغ في بطرسبرغ في 25 أبريل. كانت ريتشموند على وشك أن تعاني من نفس المصير، إلا أن وصول لافاييت حال دون ذلك. انسحب البريطانيون الذين لم يريدوا أن ينخرطوا في معركة كبيرة، إلى بطرسبرغ في 10 مايو.
وصل تشارلز كورنواليس في 20 مايو إلى بطرسبرغ مع 1500 رجل، بعد تعرضهم لخسائر فادحة في معركة غيلفورد كوتهاوس. استولى مباشرة على القيادة إذ كان فيليبس قد توفي مؤخرًا بسبب الحمى. لم يتلق كورنواليس أمرًا من قائده، هنري كلينتون بالتخلي عن كاروليناز، لكنه اعتقد أن الاستيلاء على فيرجينيا سيكون أسهل، لأنها ستوافق على غزو الجيش البريطاني.
بلغ عدد الجيش البريطاني مع وصول كورنواليس والمزيد من التعزيزات من نيويورك، نحو 7200 رجلًا. أراد كورنواليس دفع لافاييت الذي بلغت قوته حينها 3000 رجل مع وصول ميليشيا فيرجينيا. طارد لافاييت في 24 مايو، الذي انسحب من ريتشموند، وجمع القوات التي كانت تحت قيادة البارون فون شوبين وأنطوني واين.
التقت الجيوش الفرنسية والأمريكية في 6 يوليو في وايت بلينس، شمال مدينة نيويورك. على الرغم من أن الكوميت دي روتشامبس كان لديه ما يقارب 40 عامًا من الخبرة الحربية، إلا أنه لم يعارض سلطة واشنطن أبدًا، وأخبره أنه جاء للخدمة وليس للقيادة.
ناقش واشنطن مع الكوميت دي روتشامبس مكان إطلاق هجومهما المشترك. اعتقد واشنطن أن الهجوم على نيويورك كان الخيار الأفضل، لأن عدد الأمريكيين والفرنسيين الآن يفوق عدد المدافعين البريطانيين بنسبة 3 إلى 1. اختلف الكوميت دي روتشامبس مع واشنطن في الرأي، إذ رأى أن الأسطول في جزر الهند الغربية تحت قيادة الأدميرال دو غراس كان سيبحر إلى الساحل الأمريكي، حيث يمكن إيجاد خيارات أسهل من الهجوم على نيويورك.
اقترح واشنطن في أوائل يوليو، أن يُنفذ هجوم في الجزء الشمالي من جزيرة مانهاتن، إلا أن ضباطه والكوميت دي روتشامبس لم يوافقوا على ذلك. واصل واشنطن استكشاف منطقة نيويورك حتى 14 أغسطس، ولكنه تلقى خطابًا من غراس يخبره فيه أنه متجه إلى فرجينيا مع 28 سفينة حربية و3200 جندي، ولكنه لن يستطيع البقاء هناك إلا حتى 14 أكتوبر. شجع دو غراس واشنطن على التحرك جنوبًا حتى يتمكنا من بدء عملية مشتركة. تخلت واشنطن عن خطتها في مهاجمة نيويورك، وبدأت في إعداد الجيش للسير نحو فيرجينيا.

### المسير نحو فيرجينيا
بدأت «المسيرة المشهورة» إلى يوركتاون في 19 أغسطس، بقيادة واشنطن والكوميت دي روتشامبس. بدأ 4000 جندي فرنسي و3000 آخر أمريكيًا المسير في نيوبورت، رود آيلاند، بينما ظل البقية في الخلف لحماية وادي هدسون. أراد واشنطن الحفاظ على سرية كاملة فيما يتعلق بوجهتهم، ولضمان ذلك، أرسل برقيات مزيفة إلى كلينتون تكشف عن معلومات مفادها أن الجيش الفرنسي الأمريكي سيشن هجومًا على نيويورك، وأن كورنواليس ليس في خطر.
سارت الجيوش الفرنسية والأمريكية عبر فيلادلفيا منذ 2 وحتى 4 سبتمبر، حيث أعلن الجنود الأمريكيون أنهم لن يغادروا ميريلاند حتى يتلقوا راتب شهر واحد بالعملة المعدنية، بدلًا من العملة القارية التي لا قيمة لها. «وافق الكوميت دي روتشامبس بسرعة في تشيستر على توفير 20.000 دولار في إلكتون»، وكانت نصف إمداداته من العملات الذهبية الإسبانية. ساهم هذا في تعزيز العلاقات الفرنسية والأمريكية. علم واشنطن في 5 سبتمبر بوصول أسطول دو غراس إلى رؤوس فيرجينيا. أنزل دو غراس قواته الفرنسية لينضم إلى لافاييت، ثم أرسل وسائل نقل فارغة لتقل القوات الأمريكية. زار واشنطن موطنه، جبل فيرنون في طريقه إلى يوركتاون.
قاد الأدميرال السير توماس غرافيس في أغسطس، أسطولًا من نيويورك لمهاجمة أسطول دو غراس. لم يدرك غرافيس ولا كونواليس مدى حجم الأسطول الفرنسي. هُزم الأسطول البريطاني على يد دو غراس في معركة تشيز بيك في 5 سبتمبر، وأُجبر على العودة إلى نيويورك. وصل واشنطن إلى ويليامسبورغ، فيرجينيا في 14 سبتمبر.

### فهرس
1. ↑  "معلومات عن معركة يوركتاون على موقع id.loc.gov". id.loc.gov. مؤرشف من الأصل في 2019-12-13.
2. ↑  "معلومات عن معركة يوركتاون على موقع britannica.com". britannica.com. مؤرشف من الأصل في 2017-10-31.
3. 1 2  Lengel 2005، صفحة 328
4. 1 2 3 4 5  Lengel 2005، صفحة 329
5. ↑  Ferling 2007، صفحة 510
6. 1 2  Lengel 2005، صفحة 330
7. ↑  Wickwire 1970، صفحة 340
8. ↑  Grainger 2005، صفحة 44
9. ↑  Lengel 2005، صفحة 331
10. ↑  Davis 2007، صفحة 3
11. ↑  Davis 2007، صفحة 14
12. 1 2  Lengel 2005، صفحة 332
13. 1 2  Lengel 2005، صفحة 333
14. 1 2  Lengel 2005، صفحة 335
15. ↑  Davis 2007، صفحة 21
16. ↑  Davis 2007، صفحة 36
17. ↑  Jared Sparks (ed.), The diplomatic correspondence of the American Revolution (بالإنجليزية), Nathan Hale and Gray & Bowen, QID:Q108716907, vol. XI, pp. 464-465n. See also Richard N. Rosenfeld (1997), American Aurora (بالإنجليزية), St. Martin's Press, QID:Q108713137, p. 416.
18. ↑  Vowell، Sarah (2015). Lafayette in the Somewhat United States. New York City: Riverhead Books. ص. 229. ISBN:978-1-59463-174-0.
19. 1 2 3  Lengel 2005، صفحة 336

### المعلومات الكاملة للمراجع
- Alden، John (1969). A History of the American Revolution. New York: Da Capo Press. ISBN:978-0-306-80366-6.
- Anderson، Dale (2004). The Battle of Yorktown. Gareth Stevens Publishing.
- Chávez، Thomas E. (2002). Spain and the Independence of the United States: An Intrinsic Gift. Albuquerque: University of New Mexico Press. ISBN:0-8263-2794-X.
- Cronau, Rudolf (2010). Drei Jahrhunderte deutschen Lebens in Amerika (بالألمانية). Hamburg: Severus Verlag. ISBN:978-3-942382-31-1. OCLC:649506358.
- Davis، Burke (2007). The Campaign that Won America. New York: هاربر كولنز. ISBN:978-0-8368-5393-3.
- Ferling، John E (2007). Almost a miracle: the American victory in the War of Independence. New York: Oxford University Press US. ISBN:978-0-19-518121-0.
- Fleming، Thomas (1970). The Perils of Peace. New York: The Dial Press. ISBN:978-0-06-113911-6.
- Grainger، John (2005). The Battle of Yorktown, 1781: a reassessment. Woodbridge: Boydell Press. ISBN:978-1-84383-137-2. OCLC:232006312.
- Greene، Jerome A. (2005). The Guns of Independence: The Siege of Yorktown, 1781. New York: Savas Beattie. ISBN:1-932714-05-7.
- Herring، George C. (2011). From Colony to Superpower: U.S. Foreign Relations since 1776. New York: Oxford University Press. ISBN:978-0199765539.
- Hibbert، Christopher (2002). Redcoats and Rebels. W. W. Norton & Company Paperbacks.
- Idzerda، Stanley (Autumn 1981). "Indispensable Allies: The French at Yorktown". The Wilson Quarterly. ج. 5 ع. 4: 166–177. JSTOR:40256531.
- Johnston، Henry Phelps (1881). The Yorktown Campaign and the Surrender of Cornwallis, 1781. Harper & Brothers.
- Lengel، Edward (2005). General George Washington. New York: Random House Paperbacks. ISBN:0-8129-6950-2. General George Washington Lengel.
- Mitchell، Barbara (Spring 2007). "Bankrolling the Battle of Yorktown: Gold and silver from Havana enabled Washington's troops to trap Lord Cornwallis". MHQ: The Quarterly Journal of Military History: 16–24. مؤرشف من الأصل في 2023-04-07.
- Reeves، Thomas C (1975). Gentleman Boss. American Political Biography Press. ISBN:978-0-945707-03-5.
- Morrissey، Brendan (1997). Yorktown 1781: the World Turned Upside Down. London: Osprey. ISBN:978-1-85532-688-0. OCLC:39028166.
- Sawicki، James A. (1981). Infantry Regiments of the US Army. Dumfries, VA: Wyvern Publications. ISBN:978-0-9602404-3-2.
- Wickwire، Franklin and Mary (1970). Cornwallis: The American Adventure. Boston: Houghton Mifflin. OCLC:62690.